# Червена превъзходна
Червена превъзходна (на английски: Red Delicious) е американски сорт ябълка, създаден през 1868 г. в Айова, САЩ.
Внесен е в България през 1933 г. Заема 14 % през 1966 г., 27,82 % през 1971 г. и 34,53 %през 1976 г. от ябълковите насаждения.
Плодовете са едри (ср.т. 170 г.), продълговато до закръглено конусовидни, с ясно изразени ребра, светложълти с тъмночервен руменец до карминено червени. Узряват през втората половина на септември. Плодовото месо е жълтеникаво, малко хрупкаво, плътно, нежно, сочно, приятно кисело, ароматно, с много добри вкусови качества.
Дървото е силно растящо, с широко гъста корона, родовито. Листата и плодовете са силно чувствителни на струпясване, а плодните пъпки – на зимен студ.